# Sofiane Melliti
Sofiane Melliti (Siliana, 18 de agosto de 1978) é um futebolista tunisiano. Atualmente joga pelo Gaziantepspor.